# Vlag van Lo-Reninge
De vlag van Lo-Reninge werd door de gemeenteraad op 5 september 1985 officieel vastgesteld als de gemeentelijke vlag van de West-Vlaamse gemeente Lo-Reninge. Op 7 juli 1987 werd hij door het Bestuur van Vlaanderen bevestigd en uiteindelijk gepubliceerd op 3 december 1987 in het officiële Belgisch Staatsblad.
Officieel wordt de vlag beschreven als:
Wit met een zwarte dubbele adelaar, vergezeld boven van een geel schildje met een zwarte leeuw.
De vlag reproduceert het linke deel van het gemeentewapen, het wapen van de voormalige gemeente Lo.

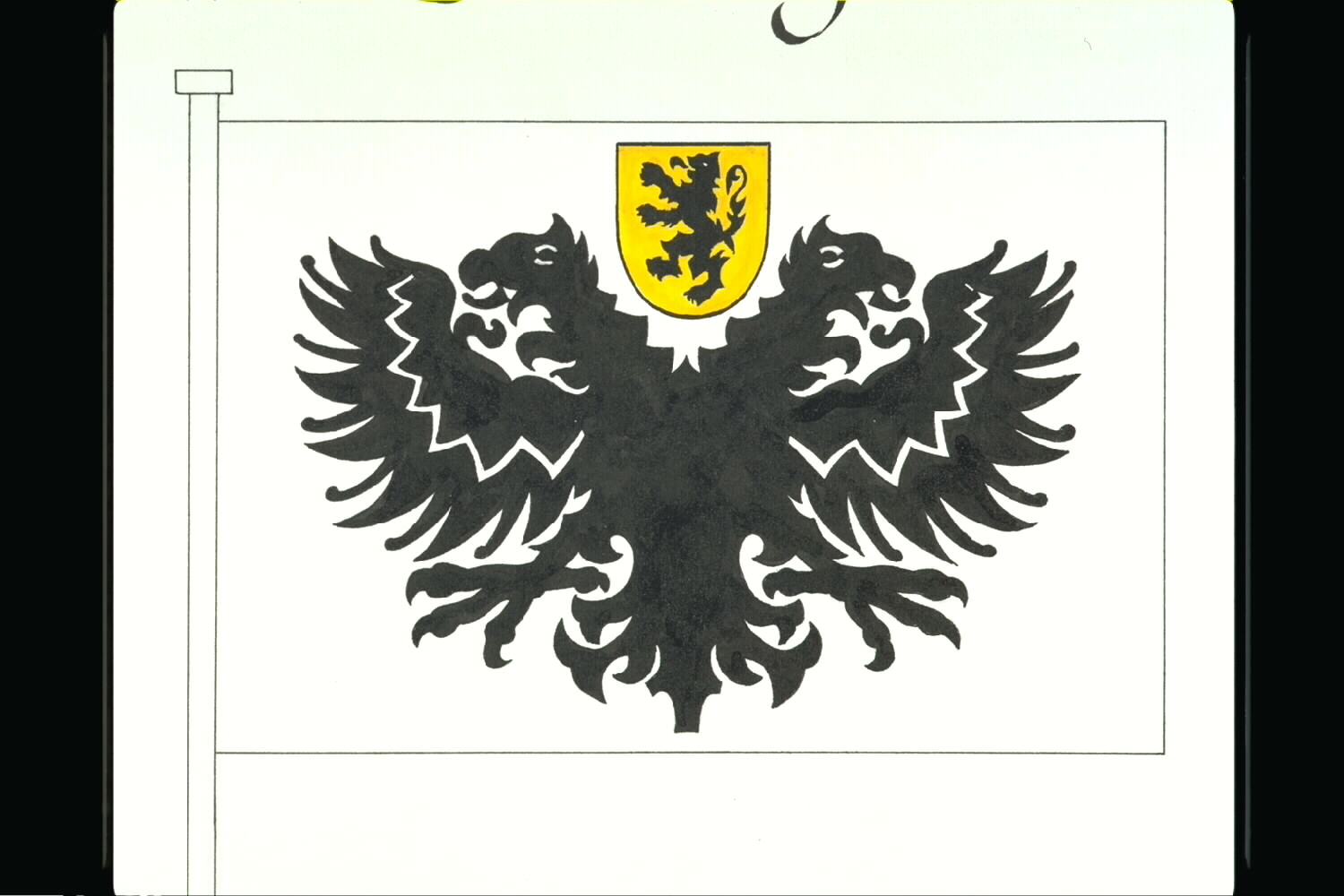
Officiële tekening van de vlag